# بادانی
بادانگ (به صربی: Badanj) یک روستا در صربستان است که در Raška واقع شده‌است. بادانگ ۹۱ نفر جمعیت دارد.